# Slaget vid Klusjino
Slaget vid Klusjino (polska: Kłuszyn, Kłuszynem) utkämpades den 4 juli (24 juni g. s.) 1610 mellan en polsk-litauisk styrka om 6 800 man och en rysk här om 35 000 man – varav 5 000 legosoldater – under den tid i Rysslands historia, som kallas stora oredan. Den numerärt underlägsna polska hären vann en avgörande seger över moskoviterna och legosoldaterna tack vare sina elittrupper, de lansbeväpnade bevingade husarerna.

## Bakgrund
Som ett svar på det polska fälttåget i Ryssland bildade ryssarna en allians med Sverige år 1610, och inledde en operation kallad det De la Gardieska fälttåget.  En rysk armé under furst Dmitrij Sjujskij var på väg mot den belägrade fästningen Smolensk, men blev stoppade av polsk-litauiska styrkor. Under tiden fördelade Sjujskij sina styrkor i flera mindre enheter.
Den polsk-litauiska armén på cirka 12 000 man, under befäl av hetman Stanisław Żółkiewski, stötte på den framryckande ryska styrkan på 8 000 man under befäl av Grigorij Valujev och försökte anfalla den strax efter gryningen den 24 juni, men ryssarna kunde stärka sina positioner vid fältlägret i Tsarjovo-Zajmisjtje. De ryska trupperna blev omringade och instängda i sina läger, men Sjujskijs huvudarmé på cirka 35 000 man var bara några dagar bort. Ryssarna däremot visste inte om hur stor den polsk-litauiska armén var, och inte heller hur mycket underlägsna de var. Dessutom misslyckades den framryckande ryska styrkan att underrätta Sjujskij om att de hade stött på den polsk-litauiska armén. Żółkiewski litade på sina starka husarer och beslutade sig för att pressa fram striden. Den tredje juli beslutade han sig för att lämna en del av sina styrkor för att belägra fältlägret, och ta sina mest rörliga enheter mot Sjujskijs trupper. Knepet lyckades, då de omringade trupperna aldrig insåg att huvuddelen av den polsk-litauiska armén för tillfället slogs på annat håll, och Sjujskij var inte heller medveten om de polska-litauiska trupprörelserna eller förväntade sig en stor strid.

## Stridande styrkor
De polsk-litauiska styrkorna bestod av omkring 6 500–6 800 soldater (varav cirka 5 500 bevingade husarer) under befäl av Stanisław Żółkiewski. De ryska styrkorna bestod av omkring 30 000 soldater under befäl av furstarna Dmitrij Sjujskij, Andrej Golitsyn och Danilo Mezetskij, samt cirka 5 000 legosoldater under befäl av Jakob De la Gardie, som bestod av svenska, finska, flamländska, franska, tyska, spanska, engelska och skotska soldater. Om man inkluderar de soldater som inte deltog i striden (som var kvar i respektive fältläger, reserver eller som kom för sent) räknas de stridande styrkorna som 12 300 polsk-litauiska soldater mot 48 000 ryska soldater. De polsk-litauiska styrkorna understöddes av två kanoner (vissa källor säger fyra), och de ryska av elva kanoner.

## Slaget
Enligt en beskrivning baserad på Leszek Podhoreckis arbete, även om de polsk-litauiska trupperna var mer medvetna om att striden var på väg att ske, möttes de båda arméerna under nattens mörker, och Żółkiewski beslutade att organisera sin armé i stället för att anfalla ryssarna omedelbart, vilket också gav de ryska trupperna tid att förbereda sig. Men enligt Mirosław Nagielski valde polackerna att anfalla motståndaren vid den tiden, i hopp om att ta dem på sängen.

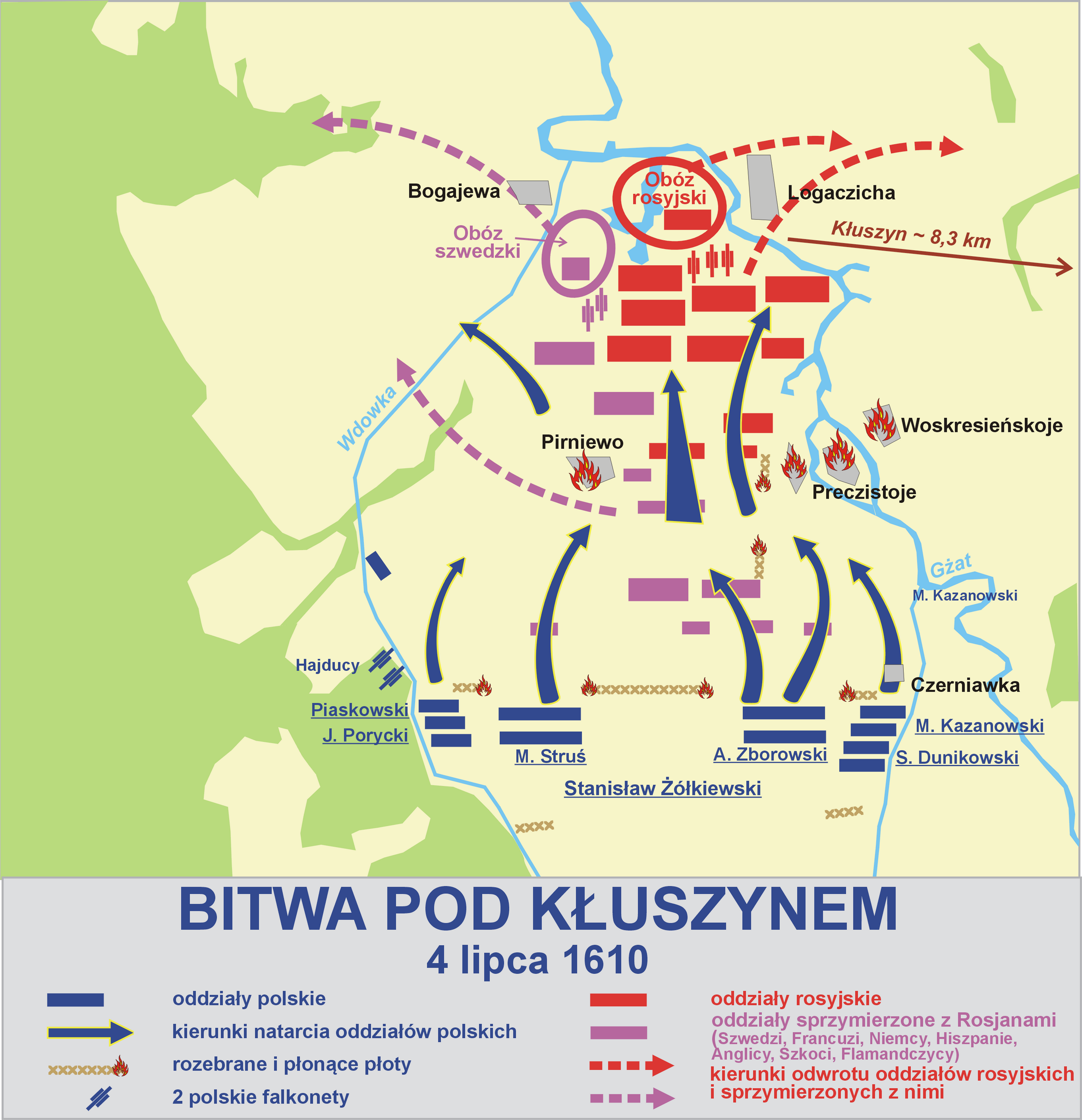
Karta över slaget.

Den ryska armén var uppdelad i utländska legosoldatsregementen på den högra (nordvästra) flanken, och den ryska huvudarmén på centern och den vänstra (sydöstra) flanken. Den ryska stridslinjen bestod av infanteri (pikenerare, musketerare, arkebuserare), som stod uppställda bakom byns staket. Kavalleriet stod uppställt på den andra linjen bakom infanteriet och på vänsterflygeln (där det fanns färre staket). Det ryska artilleriet, som stod kvar i lägret, deltog inte i striden. De polsk-litauiska trupperna bestod mestadels av kavalleri, främst de bevingade husarerna, med ca 400 kosackinfanteri på vänsterflygeln. Ytterligare 200 fotsoldater och två kanoner skulle anlända senare, och deltog inte i den första delen av slaget.
Slagfältet, som var ett platt jordbruksområde, korsades av byns höga staket, förstärkt av improviserade fältverk, vilket tillät de bevingade husarerna att storma ryssarna genom en smal lucka.

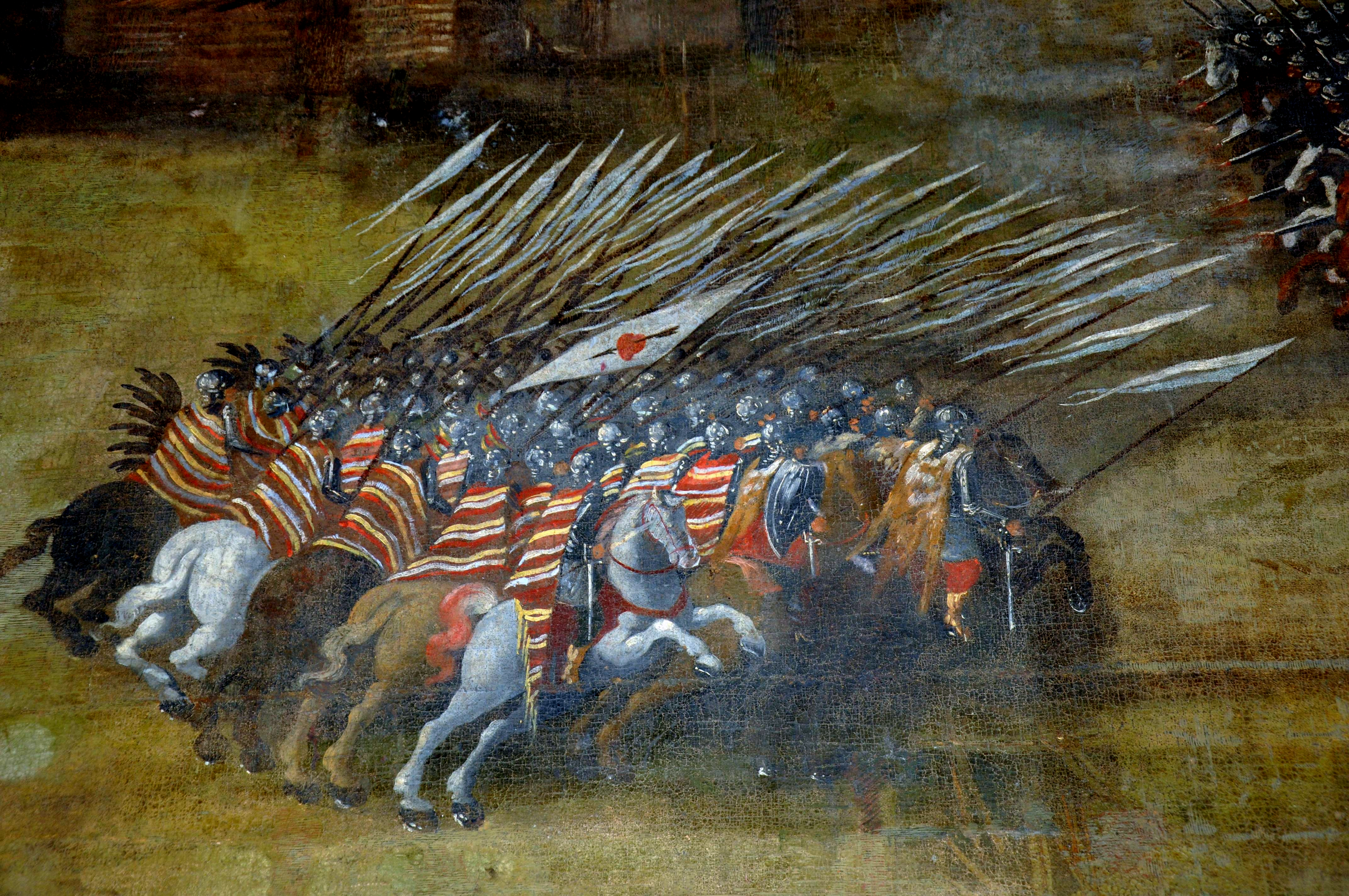
De bevingade husarerna uppställda för strid.

Slaget inleddes före gryningen. Under den första delen av slaget gjorde de bevingade husarerna upprepade stormningar mot de befästa ryska positionerna och försökte krossa dem. De polsk-litauiska styrkorna fortsatte att göra våldsamma anfall, och Samuel Maskiewicz, ett vittne från ett husarkompani, hävdade att hans trupp stormade åtta eller tio gånger. De bevingade husarernas anfall mot infanteriet, som stod gömda bakom staketen beväpnade med skjutvapen, misslyckades.
Samtidigt som Sjujskij beordrade en ryttartrupp till motanfall blev han anfallen av de polsk-litauiska trupperna i närstrid. Då denna ryska kavallerienhet blev illa tilltygad blev ryssarnas vänstra flank bruten och, i den efterföljande förvirringen, bröts de ryska leden och de drevs tillbaka mot sina fältläger.
Medan den ryska arméns center föll sönder fortsatte ryska regementen att hålla fast högerflygeln tills de blev övermannade, och legotrupperna fortsatte att sätta upp ett starkt försvar i flera timmar på vänsterflygeln. Så småningom, när det polsk-litauiska infanteriet och kanonerna anlände, tvingades legosoldaterna  att överge sina positioner. Den största delen  av de utländska trupperna lyckades retirera, understödda av sina pikenerare, i god ordning till sitt befästa läger (som var åtskilt från det ryska lägret).
De polsk-litauiska styrkorna omringade nu de två fiendelägren. De legosoldater som intog ställning i en närliggande skog blev också omringade. Men det ryska befästa lägret, som var fyllt med utvilade soldater (som var fler än den utmattade polsk-litauiska armén), var ett stort hinder.
Żółkiewski beslutade att försöka förhandla med fienden, med betydande framgång. De utländska legosoldaterna, vilka övergavs av ryssarna under striden, förhandlade med de polsk-litauiska trupperna och kapitulerade senare efter att ha nått tillfredsställande villkor. Omkring 400 legosoldater fick fritt avtåg under förutsättning att de aldrig mer skulle ta värvning hos Tsarryssland mot det polsk-litauiska-samväldet. Dessutom valde flera hundra legosoldater att byta sida, genom att ta värvning i den polsk-litauiska armén.

## Följder

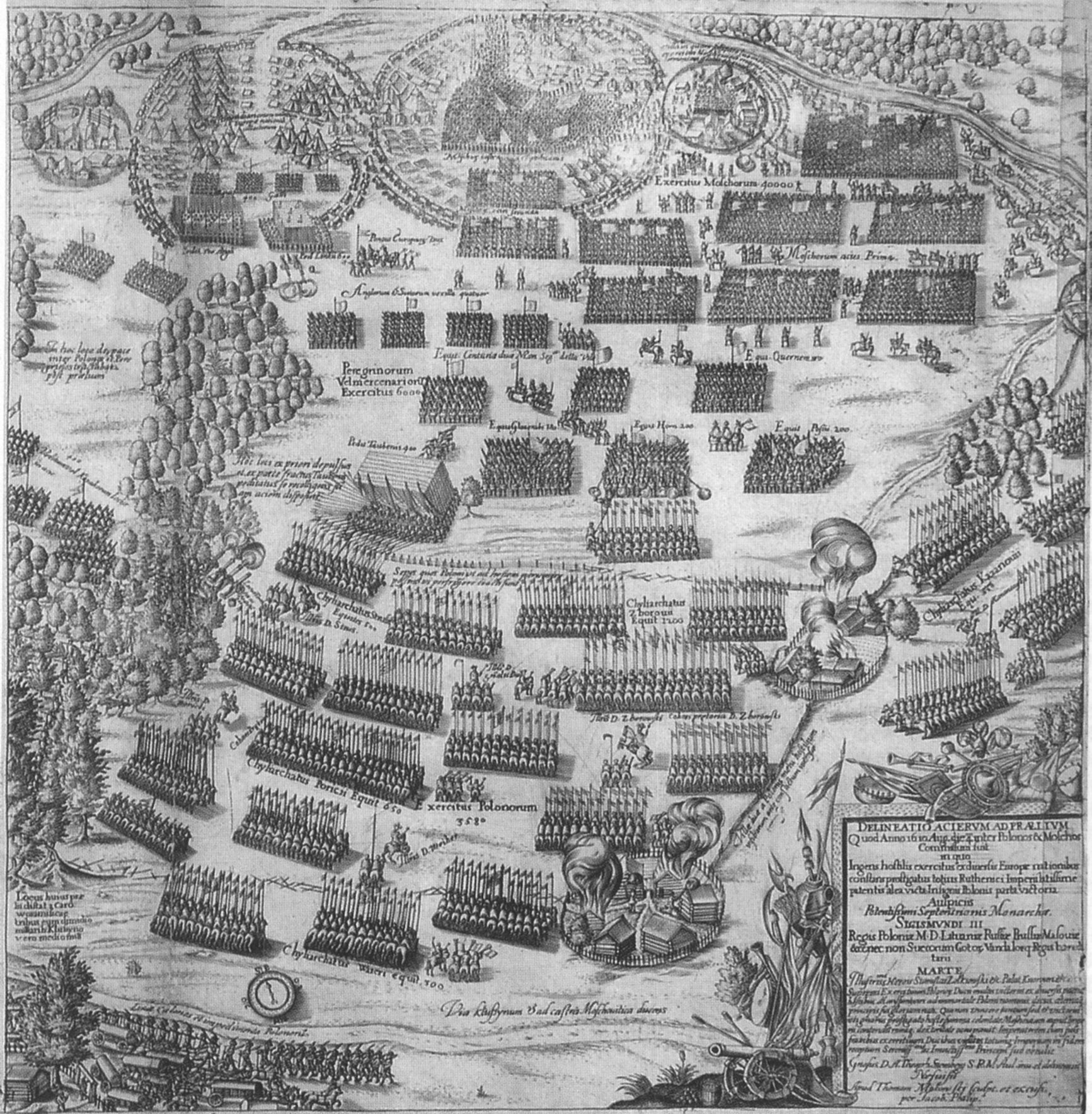
Slaget vid Klusjino.

Den ryska huvudarmén slog senare till reträtt, då Sjujskij föredrog att inte återuppta striderna - trots inrådan från hans övriga befälhavare om motsatsen. Samtidigt var de polsk-litauiska styrkorna utmattade och mer intresserade av att plundra fältlägret och (enligt Podhorecki) försökte de inte stoppa ryssarna. Enligt en annan redogörelse av Nagielski blev de retirerande ryssarna förföljda av de polsk-litauiska styrkorna. Därvid dog flera tusen ryssar. De polsk-litauiska trupperna tog krigsbyten och troféer, från lyxvaror (guld, silver, pälsar) till militärutrustning (inklusive samtliga elva ryska artilleripjäser) till krigstroféer (flera fanor och banderoller).
Slaget varade i cirka fem timmar. Sjujskijs förluster blev cirka 5 000 man, medan Żółkiewski förlorade cirka 400 man (varav 100 husarer).
Slaget ses av moderna historiker som en avgörande seger i kriget, även om samtida redogörelser var mindre tydliga i denna fråga, och några försökte betona vikten av belägringen av Smolensk, under befäl av den polske kungen Sigismund, och tonade ner Żółkiewskis seger. Efter slaget vände Żółkiewski tillbaka mot ryssarna i Tsarjovo-Zajmisjtje, under befäl av Valujev, som efter att ha fått underrättelser om deras undsättningsarmés nederlag vid Klusjino beslutade sig för att kapitulera. Senare efter slaget avsattes tsar Vasilij IV av bojarerna och Żółkiewski intågade i Moskva utan att möta större motstånd. Bojarerna proklamerade sedan den polske prinsen Vladislav Vasa som Rysslands nye tsar. Han innehade tsarens titel från 1610 till 1634, men övertog aldrig tronen då hans far, kung Sigismund, misslyckades med att förhandla fram en varaktig överenskommelse med bojarerna; den polska garnisonen i Moskva blev snart belägrad, och kapitulerade ett år senare.